# Walther WA 2000
Le Walther WA 2000 est un fusil de précision développé par Carl Walther de la fin des années 1970 au début des années 1980. Il était initialement destiné aux forces de police allemandes. De par sa conception bullpup, encore rare à l'époque, le WA 2000 présentait un coût de production très élevé par rapport aux autres armes du même type ; il ne fut ainsi produit que 176 exemplaires en trois variantes chambrées en .300 Winchester Magnum, .308 Winchester et 7,5 mm GP11. Aujourd'hui devenu très rare, le WA 2000 peut coûter de $50 000 - $75 000, voire plus.

## Fictions audiovisuelles et jeux vidéo
Il apparaît dans de nombreux films et jeux vidéo tels :
Dobermann, Tuer n'est pas jouer, Equilibrium, Hitman, Rainbow Six: Rogue Spear (JV),Rainbow six 3:Raven shield Hitman: Blood Money (JV), Hitman 2: Silent Assassin (JV), Hitman: Contracts (JV), Spriggan, Full Metal Panic!, Gunslinger Girl, Black (JV), 007: Quantum of Solace (JV), Metal Gear Solid: Peace Walker, Rainbow Six: Rogue Spear (JV), Goldeneye 007 et Jagged Alliance 2 v1.13, Conflict: Global Storm, Combat Arms, Alliance of Vaillant Arms (A.V.A), War Rock, 007 Legends, Payday 2, World of Guns.,BLACK (JV) ps2, Call of Duty: Modern Warfare 2,Call of Duty: Black Ops, Girls Frontline.

## Sources
- Martin J. Dougherty, Armes à feu : encyclopédie visuelle, Elcy éditions, 304 p. (ISBN 9782753205215), p. 167.
- Cibles (Fr)
- AMI (B, disparue en 1988)
- Gazette des Armes (Fr)
- Action Guns (Fr)
- Raids (Fr)
- Assaut (Fr)
- WA 2000 info
- WA 2000 on snipercentral.com
- Walther 2000 concept based on Hitman Blood Money Videogame.
- https://www.rockislandauction.com/detail/81/1484/walther-model-wa-2000-semiautomatic-sniper-rifle-with-scope